# Iris Hesseling
 (février 2019).
Si vous disposez d'ouvrages ou d'articles de référence ou si vous connaissez des sites web de qualité traitant du thème abordé ici, merci de compléter l'article en donnant les références utiles à sa vérifiabilité et en les liant à la section « Notes et références ».
 (février 2019).
Iris Hesseling, née le 1er juin 1987 à Oosterbeek,, est une actrice et présentatrice néerlandaise.

## Filmographie

### Cinéma et téléfilms
- 2006-2009 : Het Huis Anubis (nl) : Amber Rosenbergh[3]
- 2008 : Anubis en het pad der 7 zonden (nl) : Amber Rosenbergh
- 2009 : Anubis en de wraak van Arghus (nl) : Amber Rosenbergh
- 2010 : Het Huis Anubis en de terugkeer van Sibuna (nl) : Amber Rosenbergh
- 2014 : Triggers (cy) : Tess
- 2014 : Sinterklaas & Diego: Het Geheim van de Ring (nl) : Nienke
- 2017 : 100% Coco (nl) : Alicia
- 2019 : 100% Coco New York : Alicia

## Théâtre
- 2008-2009 : Anubis en de Graal van de Eeuwige Vriendschap (nl) : Amber Rosenbergh
- 2009-2010 : Anubis en de Legende van het Spooktheater : Amber Rosenbergh
- 2011-2012 : Anubis en het Geheim van de Verloren Ziel : Amber Rosenbergh

## Animation
- 2007-2011 : SuperNick : Présentatrice
- 2011-2012 : Kids For Animals : Présentatrice
- 2011-2014 : Nick Battle (nl) : Présentatrice
- 2014 : Nick in de Box : Présentatrice
- 2017 : Snap Het (nl) : Présentatrice
- 2017 : Droomkamers : Présentatrice